# Климанська Лариса Дмитрівна
Клима́нська Лари́са Дми́трівна (нар. 3 червня 1956) — українська науковиця, докторка політичних наук, доцентка, завідувачка кафедри соціології та соціальної роботи Інституту гуманітарних та соціальних наук Національного університету «Львівська політехніка».

## Наукова робота
У 2013 р. захистила докторську дисертацію на тему «Комунікативні технології в реалізації соціально-політичних проектів» за спеціальністю 23.00.02 «Політичні інститути та процеси (політичні науки)».

### Наукові інтереси
- Гуманістичний вимір соціального реформування
- Соціологічне аналітичне забезпечення розвитку соціальної роботи в Україні, зокрема реформування соціальної сфери

### Основні праці
- Климанська Л. Д. Соціологія: навчально-методичний посібник для студентів всіх напрямків / Л. Д. Климанська, В. Є. Савка; Нац. ун-т «Львів. політехніка». — Львів, 2004. — 142 с.
- Климанська Л. Д. Соціально-комунікативні технології в політиці: таємниці політичної «кухні» / Л. Д. Климанська; Нац. ун-т «Львів. політехніка». — Л., 2007. — 332 c.
- Климанська Л. Д. Медіа-імідж соціальної проблеми / Л. Д. Климанська // Методологія, теорія та практика соціологічного аналізу сучасного суспільства. — К., 2009. — Вип. 15. — С. 273—279.
- Климанська Л. Д. Конструювання соціальних проблем у політичному дискурсі / Климанська Л. Д., Малачівська М. П. // Вісник НТУУ «КПІ». Політологія. Соціологія. Право: збірник наукових праць. — 2010. — № 2 (6). — С. 26–29. — Бібліогр.: 9 назв.
- Климанська Л. Д. Комунікативні технології в реалізації соціально-політичних проектів: автореф. дис. … д-ра політ. наук : 23.00.02 / Л. Д. Климанська; Львів. нац. ун-т ім. І. Франка. — Львів, 2013. — 32 c.
- Климанська Л. Д. Політичний дискурс соціальної проблеми як комунікативна технологія / Л. Д. Климанська // Соціальні технології: актуальні проблеми теорії та практики. — 2013. — Вип. 59-60. — С. 259—269.
- Климанська Л. Д. Зв'язки з громадськістю: технології прагматичної комунікації: навч. посіб. / Л. Д. Климанська; Нац. ун-т «Львів. політехніка». — Львів: Вид-во Львів. політехніки, 2014. — 161 с. : іл. — Бібліогр.: с. 155—161.

## Викладацька робота
Дисципліни, які викладає у Національному університеті «Львівська політехніка»:
- Зв'язки з громадськістю (PR)
- Методи збору соціологічної інформації
- Комунікативні технології

## Нагороди та відзнаки
- 2006 — Почесна грамота Міністерства освіти і науки України
- 2009 — Нагрудний знак «Відмінник освіти України»